# Macrelmis texana
Macrelmis texana là một loài bọ cánh cứng trong họ Elmidae. Loài này được Schaeffer miêu tả khoa học năm 1911.